# コンラート2世 (ヒルデスハイム司教)

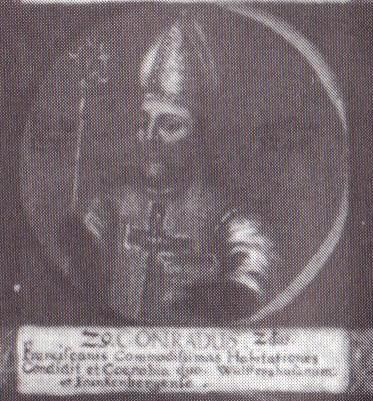
18世紀後半のメダリオンに描かれた肖像画

ライフェンベルクのコンラート2世 (ドイツ語: Konrad II.、12世紀後半 – 1249年12月18日)は、ヒルデスハイム司教（在位: 1221年 - 1246年）。1235年に神聖ローマ皇帝フリードリヒ2世から司教領における世俗権を与えられたことで、ヒルデスハイム司教は帝国等族（ホーフシュティフト）に格上げされた。

## 生涯
コンラートはライフェンベルクもしくはライゼンベルクの貴族の家に生まれ、パリ大学で学んだ。そしてそこで神学を教え、反アルビジョワ派説教を行ったといわれている。神聖ローマ帝国に帰った後、コンラートは1209年から1216年までシュパイアー大聖堂の首席司祭、1216年から1221年までマインツ大聖堂のスコラ学教授を歴任し、その間にドイツにおける第5回十字軍募集監督を務めた。
1221年、コンラートはヒルデスハイム司教に任じられた。当時ドイツでは学識を持つ司教が珍しく、コンラートはここにおける新たな潮流を作る第一人者となった。コンラート2世は、聖界でも世俗の面でも指導力を発揮したことで知られている。彼はノイヴェルクの高位聖職者ハインリヒ・ミンネッケと論争を繰り広げ、また1231年に死去したハンガリー王女エルジェーベトの列聖を主導し、1235年5月27日に列聖式までこぎつけた。同年、ヒルデスハイムの監督および教会参事会の世俗所領が帝国法に基づく領邦として認められ、ヒルデスハイム司教領が成立した。コンラート2世は、1249年にシェーナウ修道院で死去した。